# Dulcício (patrício)
Dulcício (em latim: Dulcitius) foi um oficial bizantino do século VI, ativo durante o reinado do imperador Justiniano (r. 527–565) na Itália. Patrício e homem glorioso (vir gloriosus), em 558/9 enviou carta para papa Pelágio I (556–561) informando-lhe que a antiga disputa entre duas igrejas da Campânia havia eclodido novamente.